# Carmelo (Vorname)
Carmelo ist ein männlicher Vorname.

## Herkunft und Bedeutung
Carmelo ist eine spanische und italienische männliche Form zu dem weiblichen Vornamen Carmen. Eine weitere männliche italienische Form zu Carmen ist Carmine.

## Namensträger
- Carmelo Abela (* 1972), maltesischer Politiker
- Carmelo Anthony (* 1984), US-amerikanischer Basketballspieler
- Carmelo Barone (* 1956), ehemaliger italienischer Radrennfahrer
- Carmelo Bene (1937–2002), italienischer Theater- und Filmregisseur, Schauspieler und Autor
- Carmelo Mifsud Bonniċi (Politiker, 1897) (1897–1948), maltesischer Poet, Dramaturg, Diplomat und Politiker
- Carmelo Mifsud Bonniċi (Politiker, 1960) (* 1960), maltesischer Politiker (Nationalist Party)
- Carmelo Bossi (1939–2014), italienischer Boxer
- Carmelo Camet (1904–2007), argentinischer Florettfechter
- Carmelo Cappello (1912–1996), italienischer Bildhauer
- Carmelo Caruana (1914–1985), maltesischer Lehrer und Journalist
- Carmelo Cedrún (* 1930), spanischer Fußballspieler
- Carmelo Colamonico (1882–1973), italienischer Geograph und Akademiker
- Carmelo Echenagusía (1932–2008), spanischer römisch-katholischer Weihbischof im Bistum Bilbao
- Carmelo Ferraro (* 1932), Erzbischof von Agrigent
- Carmelo González (* 1983), spanischer Fußballspieler
- Carmelo Hayes (* 1994), US-amerikanischer Wrestler
- Carmelo Lazatin (1934–2018), philippinischer Politiker
- Carmelo Mesa-Lago (* 1934), kubanoamerikanischer Wirtschaftswissenschaftler
- Carmelo Morales (Radsportler) (1930–2003), spanischer Radrennfahrer
- Carmelo Morales (Rennfahrer) (* 1978), spanischer Motorradrennfahrer
- Carmelo Patrono (geb. vor 1966), italienischer Szenenbildner und Artdirector
- Carmelo Rado (* 1933), ehemaliger italienischer Diskuswerfer
- Carmelo Ríos (1959–2022), puerto-ricanischer Leichtathlet
- Carmelo Samonà (1926–1990), italienischer Autor, Romanist und Hispanist
- Carmelo Scampa (* 1944), italienischer Bischof von São Luís de Montes Belos
- Carmelo Scicluna (1800–1888), maltesischer römisch-katholischer Geistlicher und Bischof von Malta
- Carmelo Sgroi (1893–1952), italienischer Pädagoge, Romanist und Literaturkritiker
- Carmelo Simeone (1933–2014), argentinischer Fußballspieler
- Carmelo Torres (Matador) (1927–2003), mexikanisch-venezoelanischer Matador und Geschäftsmann
- Carmelo Torres (Musiker), kolumbianischer Musiker und Akkordeonist
- Carmelo Zammit (* 1949), maltesischer Geistlicher und römisch-katholischer Bischof von Gibraltar